# 愛德華·愛默生·巴納德
愛德華·愛默生·巴納德（英語：Edward Emerson Barnard，1857年12月16日—1923年2月6日)，美國天文學家。

## 早年境況
愛德華·愛默生·巴納德生於田納西州納許維爾，有一名兄弟。父親魯本·巴納德（Reuben Barnard）在他出生前去世，由母親伊麗莎白·珍·巴納德（Elizabeth Jane Barnard）獨力撫養。由於家境貧困，巴納德沒有受過甚麼正統教育。他最早的興趣是攝影，9歲那年，成了一位攝影師的助手。
後來，巴納德對天文學產生興趣。在1876年，他購買了一台5英吋口徑的折射望遠鏡，並於1881年發現他的第一顆彗星（但他未能公布這個發現）。同年，他發現了另一顆彗星。在接下來的一年，他發現了第三顆彗星。
當時他仍在照相館工作，並於1881年迎娶了在英國出生的蘿達·卡爾佛特（Rhoda Calvert）。在1880年代，有一位商人贈予每顆新彗星的發現者200美元的獎金。那時巴納德共發現了8顆，這筆錢讓他能蓋一所房子與妻子生活。
當巴納德的名字為納許維爾的業餘天文愛好者所認識之後，他們為他籌集了一筆獎學金，使他能到范德堡大學升學。巴納德30歲時大學畢業，並受聘於利克天文台（Lick Observatory）。

## 巴納德的工作
在1892年，巴納德觀測一顆新星時發現它有氣體釋出，他認為這是星體的爆發。同年，他發現了木衛五。這是繼伽利略於1609年發現四顆木衛之後首次，也是最後一次以目視方式發現木衛。其它的木衛皆以攝影方式發現。
在1895年，他獲芝加哥大學聘為天文學教授，因此有機會使用葉凱士天文台（Yerkes Observatory）的40英寸折射望遠鏡。那段時期他的主要工作是拍攝銀河。他與馬克斯·沃夫合作，發現銀河的一些黑暗區域其實是由氣體與塵埃遮擋了背景的星光而形成的。
1916年，巴納德發現一顆擁有巨大自行的恆星。該恆星後來被稱為巴納德星。它是除南門二以外最接近太陽的恆星。
1923年2月6日，巴納德於威斯康辛州威廉灣（William Bay）逝世，終年65歲，遺體下葬於納許維爾。在他死後4年，他出色的天文照片被結集出版成Photographic Atlas of Selected Regions of the Milky Way一書。

## 巴納德發現的彗星
在1881年至1892年十一年間，他共發現了14顆彗星：
- C/1881 S1
- C/1882 R2
- D/Barnard 1 (D/1884 O1)
- C/1885 N1
- C/1885 X2
- C/1887 B3
- C/1887 D1
- C/1887 J1
- C/1888 U1
- C/1888 R1
- C/1889 G1
- 177P/Barnard 2 (P(D/1889 M1)
- C/1891 T1
- D/Barnard 3 (D/1892 T1)

## 奖项和榮譽
獎項
- 英國皇家天文學會金獎(1897年)
- 布魯斯獎(1917年)

以他來命名的事物
- 月球上的巴納德環形山 (月面座標29.5° S 85.6° E，直徑105公里)
- 火星上的巴納德撞擊坑 (座標62° S 298° W，直徑128公里)
- 木衛三上的Barnard Regio
- 小行星819(Barnardiana)
- 巴納德星
- 獵戶座的巴納德環
- 巴納德星系

## 外部連結
- 葉凱士天文台關於巴納德的生平
- Photographic Atlas of Selected Regions of the Milky Way' 網上版 （页面存档备份，存于）

### 訃聞
- AJ 35 (1923) 25 （页面存档备份，存于）
- AN 218 (1923) 159/160 （页面存档备份，存于） (one line)
- AN 218 (1923) 241/242 （页面存档备份，存于） (in German)
- AN 218 (1923) 247/248 （页面存档备份，存于） (in English)
- ApJ 57 (1923) 128 （页面存档备份，存于） (one paragraph)
- ApJ 58 (1923) 1 （页面存档备份，存于）
- JRASC 17 (1923) 97 （页面存档备份，存于）
- JRASC 18 (1924) 309 （页面存档备份，存于）
- MNRAS 84 (1924) 221 （页面存档备份，存于）
- Obs 46 (1923) 95 （页面存档备份，存于） (one paragraph)
- Obs 46 (1923) 158 （页面存档备份，存于）
- PASP 35 (1923) 72 （页面存档备份，存于） (one paragraph)
- PASP 35 (1923) 87 （页面存档备份，存于）